# 吉川英治文庫賞
吉川英治文庫賞（よしかわえいじぶんこしょう）は、公益財団法人吉川英治国民文化振興会が主宰し、講談社が後援する文学賞。シリーズ大衆小説が対象。
2016年、吉川英治文学賞・吉川英治文化賞が第50回の節目を迎えるのを機に創設。
5巻以上続くシリーズ大衆小説のうち、12月1日から翌年11月30日までに5巻目以降が一次文庫で刊行されたものが対象となる。選考は、講談社を含む出版社の代表各社1名、識者、出版流通関係者など約50人で構成される選考委員の投票によって決定される。最終選考の開票には、選考委員に加えて前回受賞者（第1回は森村誠一）と逢坂剛が立会人（第1回は吉川英治国民文化振興会理事長の吉川英明）として立ち会う。

## 受賞作
| 回（年）         | 結果 | 著者         | 受賞作・最終候補作                   | 刊行                         |
| ---------------- | ---- | ------------ | ------------------------------------ | ---------------------------- |
| 第1回（2016年）  | 受賞 | 畠中恵       | 「しゃばけ」シリーズ                 | 新潮文庫                     |
| 第1回（2016年）  | 候補 | 赤川次郎     | 「三毛猫ホームズ」シリーズ           | 光文社文庫                   |
| 第1回（2016年）  | 候補 | 綾辻行人     | 「館」シリーズ                       | 講談社文庫                   |
| 第1回（2016年）  | 候補 | 上田秀人     | 「百万石の留守居役」シリーズ         | 講談社文庫                   |
| 第1回（2016年）  | 候補 | 内田康夫     | 「浅見光彦」シリーズ                 | 各社                         |
| 第1回（2016年）  | 候補 | 今野敏       | 「東京湾臨海署安積班」シリーズ       | ハルキ文庫                   |
| 第1回（2016年）  | 候補 | 佐藤賢一     | 「小説フランス革命」シリーズ         | 集英社文庫                   |
| 第1回（2016年）  | 候補 | 堂場瞬一     | 「アナザーフェイス」シリーズ         | 文春文庫                     |
| 第1回（2016年）  | 候補 | 西村京太郎   | 「十津川警部」シリーズ               | 各社                         |
| 第1回（2016年）  | 候補 | 誉田哲也     | 「姫川玲子」シリーズ                 | 光文社文庫                   |
| 第1回（2016年）  | 候補 | 三上延       | 「ビブリア古書堂の事件手帖」シリーズ | メディアワークス文庫         |
| 第1回（2016年）  | 候補 | 和田はつ子   | 「料理人季蔵捕物控」シリーズ         | ハルキ時代小説文庫           |
| 第2回（2017年）  | 受賞 | 今野敏       | 「隠蔽捜査」シリーズ                 | 新潮文庫                     |
| 第2回（2017年）  | 候補 | 碧野圭       | 「書店ガール」シリーズ               | PHP文芸文庫                  |
| 第2回（2017年）  | 候補 | 有栖川有栖   | 「火村英生」シリーズ                 | 文春文庫                     |
| 第2回（2017年）  | 候補 | 石田衣良     | 「池袋ウエストゲートパーク」シリーズ | 文春文庫                     |
| 第2回（2017年）  | 候補 | 上田秀人     | 「百万石の留守居役」シリーズ         | 講談社文庫                   |
| 第2回（2017年）  | 候補 | 菊地秀行     | 「吸血鬼ハンター」シリーズ           | 朝日文庫ソノラマセレクション |
| 第2回（2017年）  | 候補 | 島田荘司     | 「名探偵・御手洗潔」シリーズ         | 講談社文庫・新潮文庫         |
| 第2回（2017年）  | 候補 | 小路幸也     | 「東京バンドワゴン」シリーズ         | 集英社文庫                   |
| 第2回（2017年）  | 候補 | 堂場瞬一     | 「アナザーフェイス」シリーズ         | 文春文庫                     |
| 第2回（2017年）  | 候補 | 西村京太郎   | 「十津川警部」シリーズ               | 各社                         |
| 第2回（2017年）  | 候補 | 松岡圭祐     | 「万能鑑定士Q」シリーズ              | 講談社文庫                   |
| 第2回（2017年）  | 候補 | 若竹七海     | 「葉村晶」シリーズ                   | 文春文庫                     |
| 第3回（2018年）  | 受賞 | 有栖川有栖   | 「火村英生」シリーズ                 | 角川文庫・幻冬舎文庫         |
| 第3回（2018年）  | 候補 | 上田秀人     | 「百万石の留守居役」シリーズ         | 講談社文庫                   |
| 第3回（2018年）  | 候補 | 上橋菜穂子   | 「守り人」シリーズ                   | 新潮文庫                     |
| 第3回（2018年）  | 候補 | 菊地秀行     | 「吸血鬼ハンター」シリーズ           | 朝日文庫ソノラマセレクション |
| 第3回（2018年）  | 候補 | 北村薫       | 「円紫さんと私」シリーズ             | 創元推理文庫                 |
| 第3回（2018年）  | 候補 | 堂場瞬一     | 「アナザーフェイス」シリーズ         | 文春文庫                     |
| 第3回（2018年）  | 候補 | 西村京太郎   | 「十津川警部」シリーズ               | 各社                         |
| 第3回（2018年）  | 候補 | 初野晴       | 「ハルチカ」シリーズ                 | 角川文庫                     |
| 第3回（2018年）  | 候補 | 誉田哲也     | 「姫川玲子」シリーズ                 | 光文社文庫                   |
| 第3回（2018年）  | 候補 | 三上延       | 「ビブリア古書堂の事件手帖」シリーズ | メディアワークス文庫         |
| 第4回（2019年）  | 受賞 | 西村京太郎   | 「十津川警部」シリーズ               | 各社                         |
| 第4回（2019年）  | 候補 | 石田衣良     | 「池袋ウエストゲートパーク」シリーズ | 文春文庫                     |
| 第4回（2019年）  | 候補 | 今村翔吾     | 「羽州ぼろ鳶組」シリーズ             | 祥伝社文庫                   |
| 第4回（2019年）  | 候補 | 上田秀人     | 「百万石の留守居役」シリーズ         | 講談社文庫                   |
| 第4回（2019年）  | 候補 | 菊地秀行     | 「吸血鬼ハンター」シリーズ           | 朝日文庫ソノラマセレクション |
| 第4回（2019年）  | 候補 | 田中芳樹     | 「アルスラーン戦記」シリーズ         | 光文社文庫                   |
| 第4回（2019年）  | 候補 | 堂場瞬一     | 「アナザーフェイス」シリーズ         | 文春文庫                     |
| 第4回（2019年）  | 候補 | 誉田哲也     | 「姫川玲子」シリーズ                 | 光文社文庫                   |
| 第4回（2019年）  | 候補 | 三上延       | 「ビブリア古書堂の事件手帖」シリーズ | メディアワークス文庫         |
| 第4回（2019年）  | 候補 | 若竹七海     | 「葉村晶」シリーズ                   | 文春文庫                     |
| 第5回（2020年）  | 受賞 | 小野不由美   | 「十二国記」シリーズ                 | 新潮文庫                     |
| 第5回（2020年）  | 候補 | 麻見和史     | 「警視庁殺人分析班」シリーズ         | 講談社文庫                   |
| 第5回（2020年）  | 候補 | 石田衣良     | 「池袋ウエストゲートパーク」シリーズ | 文春文庫                     |
| 第5回（2020年）  | 候補 | 今村翔吾     | 「羽州ぼろ鳶組」シリーズ             | 祥伝社文庫                   |
| 第5回（2020年）  | 候補 | 上田秀人     | 「百万石の留守居役」シリーズ         | 講談社文庫                   |
| 第5回（2020年）  | 候補 | 小川一水     | 「天冥の標」シリーズ                 | ハヤカワ文庫JA               |
| 第5回（2020年）  | 候補 | 川瀬七緒     | 「法医昆虫学捜査官」シリーズ         | 講談社文庫                   |
| 第5回（2020年）  | 候補 | 菊地秀行     | 「吸血鬼ハンター」シリーズ           | 朝日文庫ソノラマセレクション |
| 第5回（2020年）  | 候補 | 京極夏彦     | 「百鬼夜行」シリーズ                 | 各社                         |
| 第5回（2020年）  | 候補 | 黒川博行     | 「疫病神」シリーズ                   | 角川文庫                     |
| 第5回（2020年）  | 候補 | 佐々木譲     | 「道警」シリーズ                     | ハルキ文庫                   |
| 第5回（2020年）  | 候補 | 小路幸也     | 「東京バンドワゴン」シリーズ         | 集英社文庫                   |
| 第5回（2020年）  | 候補 | 矢崎存美     | 「ぶたぶた」シリーズ                 | 光文社文庫                   |
| 第5回（2020年）  | 候補 | 山口恵以子   | 「食堂のおばちゃん」シリーズ         | ハルキ文庫                   |
| 第5回（2020年）  | 候補 | 米澤穂信     | 「古典部」シリーズ                   | 角川文庫                     |
| 第6回（2021年）  | 受賞 | 今村翔吾     | 「羽州ぼろ鳶組」シリーズ             | 祥伝社文庫                   |
| 第6回（2021年）  | 候補 | 上田秀人     | 「百万石の留守居役」シリーズ         | 角川文庫                     |
| 第6回（2021年）  | 候補 | 上橋菜穂子   | 「鹿の王」シリーズ                   | 文春文庫                     |
| 第6回（2021年）  | 候補 | 菊地秀行     | 「吸血鬼ハンター」シリーズ           | 朝日文庫ソノラマセレクション |
| 第6回（2021年）  | 候補 | 貴志祐介     | 「防犯探偵・榎本」シリーズ           | 角川文庫                     |
| 第6回（2021年）  | 候補 | 小路幸也     | 「東京バンドワゴン」シリーズ         | 集英社文庫                   |
| 第6回（2021年）  | 候補 | 田中芳樹     | 「アルスラーン戦記」シリーズ         | 光文社文庫                   |
| 第6回（2021年）  | 候補 | 堂場瞬一     | 「警視庁追跡捜査係」シリーズ         | ハルキ文庫                   |
| 第6回（2021年）  | 候補 | 誉田哲也     | 「姫川玲子」シリーズ                 | 光文社文庫                   |
| 第6回（2021年）  | 候補 | 三上延       | 「ビブリア古書堂の事件手帖」シリーズ | メディアワークス文庫         |
| 第6回（2021年）  | 候補 | 若竹七海     | 「女探偵・葉村晶」シリーズ           | 文春文庫                     |
| 第7回（2022年）  | 受賞 | 上田秀人     | 「百万石の留守居役」シリーズ         | 講談社文庫                   |
| 第7回（2022年）  | 候補 | あさのあつこ | 「弥勒」シリーズ                     | 光文社文庫                   |
| 第7回（2022年）  | 候補 | 麻見和史     | 「警視庁殺人分析班」シリーズ         | 講談社文庫                   |
| 第7回（2022年）  | 候補 | 石田衣良     | 「池袋ウエストゲートパーク」シリーズ | 文春文庫                     |
| 第7回（2022年）  | 候補 | 井原忠政     | 「三河雑兵心得」シリーズ             | 双葉文庫                     |
| 第7回（2022年）  | 候補 | 菊地秀行     | 「吸血鬼ハンター」シリーズ           | 朝日文庫ソノラマセレクション |
| 第7回（2022年）  | 候補 | 黒川博行     | 「疫病神」シリーズ                   | 文春文庫                     |
| 第7回（2022年）  | 候補 | 知念実希人   | 「天久鷹央」シリーズ                 | 新潮文庫nex                  |
| 第7回（2022年）  | 候補 | 堂場瞬一     | 「警視庁犯罪被害者支援課」シリーズ   | 講談社文庫                   |
| 第7回（2022年）  | 候補 | 誉田哲也     | 「〈ジウ〉サーガ」シリーズ           | 中公文庫                     |
| 第7回（2022年）  | 候補 | 三津田信三   | 「刀城言耶」シリーズ                 | 講談社文庫                   |
| 第8回（2023年）  | 受賞 | 上橋菜穂子   | 「守り人」シリーズ                   | 新潮文庫                     |
| 第8回（2023年）  | 候補 | 麻見和史     | 「警視庁公安分析班」シリーズ         | 講談社文庫                   |
| 第8回（2023年）  | 候補 | 石田衣良     | 「池袋ウエストゲートパーク」シリーズ | 文春文庫                     |
| 第8回（2023年）  | 候補 | 井原忠政     | 「三河雑兵心得」シリーズ             | 双葉文庫                     |
| 第8回（2023年）  | 候補 | 菊地秀行     | 「吸血鬼ハンター」シリーズ           | 朝日文庫ソノラマセレクション |
| 第8回（2023年）  | 候補 | 三上延       | 「ビブリア古書堂の事件手帖」シリーズ | メディアワークス文庫         |
| 第9回（2024年）  | 受賞 | 阿部智里     | 「八咫烏」シリーズ                   | 文春文庫                     |
| 第9回（2024年）  | 候補 | 麻見和史     | 「警視庁殺人分析班」シリーズ         | 講談社文庫                   |
| 第9回（2024年）  | 候補 | 石田衣良     | 「池袋ウエストゲートパーク」シリーズ | 文春文庫                     |
| 第9回（2024年）  | 候補 | 井原忠政     | 「三河雑兵心得」シリーズ             | 双葉文庫                     |
| 第9回（2024年）  | 候補 | 菊地秀行     | 「吸血鬼ハンター」シリーズ           | 朝日文庫ソノラマセレクション |
| 第9回（2024年）  | 候補 | 知念実希人   | 「天久鷹央」シリーズ                 | 実業之日本社文庫             |
| 第10回（2025年） | 受賞 | 米澤穂信     | 「小市民」シリーズ                   | 創元推理文庫                 |
| 第10回（2025年） | 候補 | 石田衣良     | 「池袋ウエストゲートパーク」シリーズ | 文春文庫                     |
| 第10回（2025年） | 候補 | 井原忠政     | 「三河雑兵心得」シリーズ             | 双葉文庫                     |
| 第10回（2025年） | 候補 | 菊地秀行     | 「吸血鬼ハンター」シリーズ           | 朝日文庫ソノラマセレクション |
| 第10回（2025年） | 候補 | 知念実希人   | 「天久鷹央」シリーズ                 | 実業之日本社文庫             |

## 選考委員
- 出版社選考委員（各1名）
  - 第3回：KADOKAWA、角川春樹事務所、幻冬舎、講談社、光文社、実業之日本社、集英社、小学館、祥伝社、新潮社、中央公論新社、徳間書店、双葉社、文藝春秋
  - 第4回 - 第6回：KADOKAWA、角川春樹事務所、幻冬舎、講談社、光文社、実業之日本社、集英社、小学館、祥伝社、新潮社、中央公論新社、徳間書店、PHP研究所、双葉社、文藝春秋
- 書評家選考委員（22名）
  - 第3回 - 第6回：東えりか、池上冬樹、円堂都司昭、大森望、大矢博子、小椰治宣、佳多山大地、香山二三郎、北上次郎、新保博久、末國善己、杉江松恋、千街晶之、縄田一男、西上心太、藤田香織、細谷正充、村上貴史、山前譲、吉田大助、吉田伸子、吉野仁
- 書店選考委員（各1名）
  - 第3回：大垣書店、啓文社、精文館書店、田村書店、なにわ書房、平惣、福岡金文堂、ブックエース、ブックファースト、豊川堂、未来屋書店、谷島屋、ヤマト屋書店、有隣堂
  - 第4回：笠原書店、啓文社、精文館書店、東京堂、戸田書店、八文字屋、久美堂、福岡金文堂、ブックエース、ブックスキヨスク、ブックファースト、未来屋書店、ヤマト屋書店、リラィアブル
  - 第5回：うさぎや、うつのみや、笠原書店、東京堂、戸田書店、八文字屋、久美堂、ブックスキヨスク、ブックスミスミ、丸善ジュンク堂書店、水嶋書房、宮脇書店、リラィアブル、朗月堂
  - 第6回： うさぎや、うつのみや、喜久屋書店、紀伊國屋書店、正文館書店、ふたば書房、ブックスミスミ、文苑堂、丸善ジュンク堂書店、水嶋書房、みどり書房、宮脇書店、メトロ書店、朗月堂